# 因為有你 (小松未步單曲)
《因為有你》為小松未步的第十张單曲。

## 概要
- 自《如履薄冰》以來第四次為動畫《名侦探柯南》演唱歌曲，也是最後一次。和前作《微風吹拂的地方》發行時間相差一年。和後面兩支單曲作品《在我眼裡看不見你的影子》、《Love gone》為小松未步單曲系列之「戀愛三部曲」，而本人第四張專輯中也納入「過去、現在、未來的戀愛」內容，本曲是「現在的戀愛」。
- 銷售量15萬張，也是本人第七高銷量的單曲。

## 收录歌曲
小松未步親自擔當全部作詞和作曲。
1. 因為有你（あなたがいるから）
編曲:池田大介
劇場版《名偵探柯南：瞳孔中的暗殺者》主題曲。
本曲MV初次呈現小松未步本人唱歌的畫面，拍攝地點為兵庫縣神戸市中央區大丸百貨神戸店室外廣場、新神戸站附近的教會。
2. 哀傷之戀（哀しい恋）
編曲:大賀好修
3. As <everyplace ver.>
編曲:尾城九龍
第3張專輯『小松未歩 3rd 〜everywhere〜』收錄曲「As」重新編曲版本。
4. 因為有你 <instrumental>

## 收录专辑
- THE BEST OF DETECTIVE CONAN ～名偵探柯南 主題曲集～（#1）
- 小松未歩 4 〜A thousand feelings〜（日语：小松未歩 4 〜A thousand feelings〜）（#1,2）
- lyrics（#2）
- 小松未歩 ベスト 〜once more〜（日语：小松未歩 ベスト 〜once more〜）（#1）
- THE BEST OF DETECTIVE CONAN ～The Movie Themes Collection～（#1）
- GIZA studio 10th Anniversary Masterpiece BLEND 〜LOVE Side〜（日语：GIZA studio 10th Anniversary Masterpiece BLEND 〜LOVE Side〜）（#1）
- 劇場版 名探偵コナン 主題歌集 〜“20”All Songs〜（日语：劇場版 名探偵コナン 主題歌集 〜“20”All Songs〜）（#1）

| 剧场版 名侦探柯南 主题曲 2000年 名侦探柯南：瞳孔中的暗殺者 |                                  |                           |
| 前作: B'z 《ONE》                                          | 小松未步 《因為有你》  | 次作: 倉木麻衣 《Always》 |